# Oğuzhan Bahadır
Oğuzhan Bahadır (* 24. Dezember 1979 in Ankara) ist ein türkischer Fußballtorhüter.

## Karriere
Bahadır begann seine Karriere beim Drittligisten Niğdespor und spielte dort drei Jahre. In der Saison 2002/03 wechselte er zum Ligakonkurrenten Zonguldakspor. Nach nur einem Jahr in Zonguldak schaffte Bahadır den Sprung in die Süper Lig und wechselte zu MKE Ankaragücü.
Bei Ankaragücü kam er nur zu neun Einsätzen. Nach der Entlassung bei Ankaragücü wechselte er in die 2. Liga zu Elazığspor. Für den Zweitligisten absolvierte Bahadır wieder mehr Spiele und wurde dort zum Stammtorwart. Seit der Saison 2006/07 hütete er das Tor Konyaspors, bis er zu Istanbul Büyükşehir Belediyespor wechselte.
Im Sommer 2014 heuerte er beim Drittligisten Göztepe Izmir an. Nach eineinhalb Spielzeiten wechselte er zum Zweitligisten Kayseri Erciyesspor.

## Erfolge
Mit Istanbul Büyükşehir Belediyespor
- Meister der TFF 1. Lig und Aufstieg in die Süper Lig: 2013/14

Mit Göztepe Izmir
- Meister der TFF 2. Lig und Aufstieg in die TFF 1. Lig: 2014/15